# Nouveau Parti démocratique (Saint-Vincent-et-les-Grenadines)
Pour les articles homonymes, voir Nouveau Parti démocratique (homonymie).
Le Nouveau Parti démocratique (New Democratic Party, NDP) est un parti politique de Saint-Vincent-et-les-Grenadines, membre de l'Union démocrate caribéenne et associé à l'Union démocrate internationale.

## Résultats
| Élection | Voix   | %     | Rang | Sièges  |
| -------- | ------ | ----- | ---- | ------- |
| 1979     | 9 022  | 27,38 | 2e   | 2 / 13  |
| 1984     | 21 700 | 51,41 | 1er  | 9 / 13  |
| 1989     | 29 079 | 66,29 | 1er  | 15 / 15 |
| 1994     | 25 789 | 54,95 | 1er  | 12 / 15 |
| 1998     | 23 258 | 45,31 | 2e   | 8 / 15  |
| 2001     | 23 844 | 40,91 | 2e   | 3 / 15  |
| 2005     | 25 734 | 44,54 | 2e   | 3 / 15  |
| 2010     | 30 568 | 48,67 | 2e   | 7 / 15  |
| 2015     | 31 027 | 47,37 | 2e   | 7 / 15  |
| 2020     | 32 847 | 50,34 | 1er  | 6 / 15  |